# 文斯掠獸屬
文斯掠獸屬（學名：Vincelestes）意為「文斯的盜賊」，屬於原始哺乳動物，生存於白堊紀早期的南美洲，約1億3000萬到1億2300萬年前。
目前只有發現一個種，內烏肯文斯掠獸（V. neuquenianus），化石發現於阿根廷內烏肯省的La Amarga地層，目前已經發現9個標本。
文斯掠獸是種敏捷、活躍的動物。文斯掠獸的後段牙齒，相當類似真獸類的牙齒，能夠切咬、磨碎食物，使牠們能更有效地咀嚼食物。文斯掠獸是個非常重要的發現，牠們不是真獸類的直系祖先，但科學家認為牠們可能類似胎盤類、有袋類的共同祖先，同時也顯示哺乳動物可能起源於南美洲。

## 外部連結
- 文斯掠獸的頭顱骨 （页面存档备份，存于）